# 민다나오피그미과일박쥐
민다나오피그미과일박쥐(Alionycteris paucidentata)는 큰박쥐과에 속하는 박쥐의 일종이다. 민다나오피그미과일박쥐속(Alionycteris)의 유일종이다. 자연 서식지는 아열대 또는 열대 건조림이다. 서식지 감소로 멸종 위협을 받고 있다.